# Vale Tudo (trilha sonora)
A música da telenovela brasileira Vale Tudo consiste não apenas na trilha incidental utilizada durante a sua exibição, mas também em dois álbuns lançados em 1988 contendo parte dessas canções.

## Trilha Sonora

### Nacional
Capa: Antônio Fagundes
| N.º | Título                                 | Música          | Personagem                        | Duração |  |
| 1.  | "Brasil"                               | Gal Costa       | Abertura                          | 2:49    |  |
| 2.  | "Tá Combinado"                         | Maria Bethânia  | Raquel e Ivan                     | 3:51    |  |
| 3.  | "Terra Dourada"                        | João Bosco      | Locação: Búzios e Zona Sul do Rio | 4:10    |  |
| 4.  | "Pense e Dance"                        | Barão Vermelho  | Maria de Fátima e César           | 2:55    |  |
| 5.  | "Pontos Cardeais"                      | Ivan Lins       | Leila                             | 4:08    |  |
| 6.  | "A Sombra da Partida"                  | Ritchie         | Afonso                            | 3:38    |  |
| 7.  | "Todo Sentimento"                      | Verônica Sabino | Heleninha                         | 4:00    |  |
| 8.  | "É"                                    | Gonzaguinha     | Locação: Centro do Rio            | 3:28    |  |
| 9.  | "Penso Nisso Amanhã"                   | Nico Rezende    | Ivan                              | 3:47    |  |
| 10. | "Isto Aqui O Que É"                    | Caetano Veloso  | Raquel                            | 4:05    |  |
| 11. | "Faz Parte do Meu Show"                | Cazuza          | Solange e Afonso                  | 2:53    |  |
| 12. | "Besame"                               | Jane Duboc      | César                             | 3:10    |  |
| 13. | "Um Mundo Só Pra Nós (Eye In The Sky)" | Gáz             | Thiago                            | 3:31    |  |
| 14. | "Sem Destino"                          | Léo Gandelman   | Núcleo rico                       | 3:59    |  |

### Internacional
Capa: Cássio Gabus Mendes e Lídia Brondi
| N.º | Título                                   | Música           | Personagem            | Duração |  |
| 1.  | "Father Figure"                          | George Michael   | Marco Aurélio e Leila | 4:17    |  |
| 2.  | "Where Do Broken Hearts Go?"             | Whitney Houston  | Geral                 | 3:33    |  |
| 3.  | "Lost In You"                            | Rod Stewart      | Geral                 | 4:06    |  |
| 4.  | "Crying Overtime"                        | Alexander O'Neal | Thiago e Nanda        | 3:28    |  |
| 5.  | "I Get Weak"                             | Belinda Carlisle | Geral                 | 3:30    |  |
| 6.  | "Il Faut Savoir"                         | Charles Aznavour | Odete Roitman         | 3:08    |  |
| 7.  | "Baby Can I Hold You"                    | Tracy Chapman    | Ivan e Raquel         | 3:16    |  |
| 8.  | "Silent Morning"                         | Noel             | Geral                 | 3:52    |  |
| 9.  | "Piano In The Dark" (part. Joe Esposito) | Brenda Russell   | Aldeíde               | 3:33    |  |
| 10. | "Free As a Bird"                         | Supertramp       | Solange               | 4:00    |  |
| 11. | "Paradise"                               | Sade             | Maria de Fátima       | 3:45    |  |
| 12. | "Lion in My Heart"                       | Thunder Newcome  | Geral                 | 3:49    |  |
| 13. | "Pink Cadillac"                          | Natalie Cole     | Geral                 | 3:31    |  |
| 14. | "Me in Tutto Il Mondo"                   | Ornella Vanoni   | Heleninha             | 3:20    |  |